# Gus Chambers
Gary Kenneth Chambers známý jako Gus Chambers (1956 nebo 18. ledna 1958 nebo 31. května 1958 – 13. října 2008, Coventry, Anglie, Spojené království) byl britský punkový a metalový hudebník. Je znám především jako zpěvák groovemetalové kapely Grip Inc., kde působil spolu s americkým bubeníkem kubánského původu Davem Lombardem (ex-Slayer) a polsko-německým kytaristou a producentem Waldemarem Sorychtou (ex-Despair, ex-Voodoocult).
Na sklonku 70. let 20. století převzal po Terrym Hallovi roli hlavního zpěváka v britské punkové kapele Squad, kde participoval na dvou singlech: Red Alert (1978) a Mi££ionaire / Brockhill Boys (1979). Dále byl frontmanem v kapele 21 Guns. V 80. letech přesídlil do Spojených států amerických, kde založil hudební skupinu Sons of Damnation, a také se stal s výše zmíněnými Lombardem a Sorychtou členem kapely Grip Inc., s níž nazpíval celkem čtyři dlouhohrající desky. V roce 2006 se připojil k německé heavy/powermetalové kapele Squealer (tehdy se přejmenovala na Squealer A.D.), kde téhož roku nazpíval LP Confrontation Street. V Německu působil již od roku 2000, živil se nejen hudbou.
Po návratu do Velké Británie působil v punkové kapele Mantra Sect. Zemřel 13. října 2008.